# Vesilahti
Vesilahti (Vesilax en suédois) est une municipalité du sud-ouest de la Finlande. Elle se situe dans la région du Pirkanmaa et la province de Finlande occidentale.

## Géographie
La commune s'étend en rive sud du Pÿhäjärvi. Largement rurale, elle subit de plus en plus nettement l'influence de la capitale régionale Tampere, distante de 30 km, même si elle ne fait pas à proprement parler partie de son agglomération. La population est en très nette croissance, + 30 % de 1987 à 2007.
Outre Tampere à proximité immédiate, Turku se situe à 130 km et Helsinki à tout juste 160 km. Les municipalités voisines sont Akaa au sud-est, Kylmäkoski au sud, Urjala au sud-ouest, Vammala à l'ouest, Nokia au nord-ouest et Lempäälä au nord-est.

## Démographie
Depuis 1980, la démographie de Vesilahti a évolué comme suit, :
| Année      | 1980  | 1985  | 1990  | 1995  | 2000  | 2005  |
| ---------- | ----- | ----- | ----- | ----- | ----- | ----- |
| population | 3 081 | 3 006 | 3 097 | 3 235 | 3 421 | 3 831 |
| Année      | 2010  | 2015  | 2020  |       |       |       |
| population | 4 345 | 4 489 | 4 354 |       |       |       |

## Histoire
La première mention écrite de la paroisse date de 1346, après sa séparation d'avec la paroisse de Pirkkala. La commune fut fondée seulement en 1869 à la suite de la loi de 1865 sur la séparation des paroisses et des municipalités.

## Lieux et monuments
- Manoir de Laukko
- Nid du diable
- Église de Vesilahti
- Sacristie de Vesilahti
- Chemin de Klaus Kurki
- Église de Narva

## Transports
Vesilahti est situé à environ 30 kilomètres au sud-ouest de Tampere.
La gare de Lempäälä, la plus proche se trouve à dix kilomètres.
La route nationale 3 traverse Lempäälä en direction de Tampere et d'Hämeenlinna.
L'aéroport de Tampere-Pirkkala est situé à 30 kilomètres à Pirkkala.
Le manoir de Laukko est desservi par les traversiers de Hopealinja et Kuutar qui partent de la place de Laukko à Tampere.

## Jumelages
- Jumelages et partenariats de Vesilahti.| Ville | Ville                      | Pays | Pays      |
| ----- | -------------------------- | ---- | --------- |
|       | Rõuge                      |      | Estonie   |
|       | St. Georgen im Schwarzwald |      | Allemagne |

## Personnalités
- Jere Bergius, athlète
- Arvid Kurki, évêque de Turku
- Kalevi Tuominen, basketteur